# 心と体と
『心と体と』（こころとからだと、ハンガリー語: Testről és lélekről) は、イルディコー・エニェディ監督による2017年のハンガリーのドラマ映画である。第67回ベルリン国際映画祭のコンペティション部門で上映されて最高賞である金熊賞を受賞し、さらにFIPRESCI賞とエキュメニカル審査員賞も獲得した。第90回アカデミー賞外国語映画賞にはハンガリー代表作として出品され、最終選考9作品に残っている。また出演のアレクサンドラ・ボルベーイが第30回ヨーロッパ映画賞でヨーロッパ女優賞を獲得した。

## プロット
ハンガリーの首都ブダペストの郊外にある食肉工場。品質検査官の産休代理として派遣された女性ラーツ・マーリアは、自閉症で、職場になじめない。中年男性エンドレは、財務部長の役職ではあるものの、左腕が不自由のため引け目を感じ、職場では消極的で、人並みの幸せを求めることは諦めていた。ふとしたことから、毎晩二人は同じ夢の中でそれぞれメス鹿とオス鹿となって交流していたことを知り、現実世界で二人の気持ちに変化が生まれてくる。

## キャスト
- エンドレ: ゲーザ・モルチャーニ（英語版）
- マーリア: アレクサンドラ・ボルベーイ（英語版）
- クラーラ: レーカ・テンキ（英語版）
- シャーンドル: エルヴィン・ナジ（ハンガリー語版）

## 批評家の反応

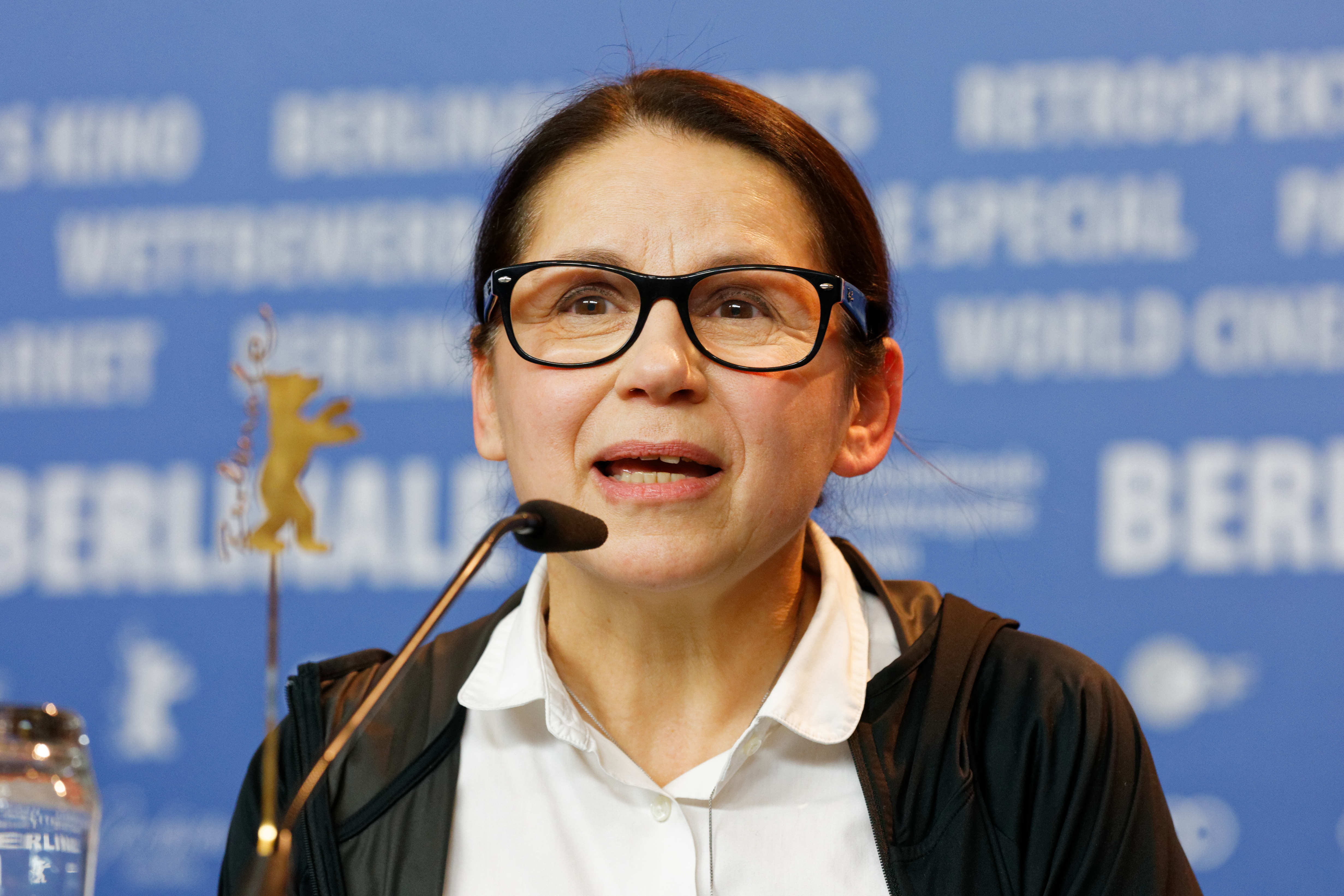
ベルリン国際映画祭で会見中のエニェディ・イルディコー。

Rotten Tomatoesでは39件のレビューで支持率は92%となっている。またMetacriticでは6件のレビューで加重平均値は71/100となっている。